# Atletica leggera ai Giochi della XXIII Olimpiade - Salto triplo
Il salto triplo ha fatto parte del programma maschile di atletica leggera ai Giochi della XXIII Olimpiade. La competizione si è svolta nei giorni 3 e 4 agosto 1984 al «Memorial Coliseum» di Los Angeles.

## Atleti assenti a causa del boicottaggio
Nota: le prestazioni, ove non indicato, si riferiscono all'anno olimpico.
| Campione olimpico         | 17,35 | 1980      | Jaak Uudmäe         |
| Campione mondiale         | 17,42 | 1983      | Zdzisław Hoffmann   |
| Primatista stagionale     | 17,52 | 21 giugno | Oleg Protsenko      |
| Seconda misura stagionale | 17,50 | 10 giugno | Aleksandr Jakovlev  |
| Quarta misura stagionale  | 17,47 | 19 luglio | Gennadi Valjukevich |

## La gara
Nel salto triplo gli americani non vincono l'oro da 80 anni esatti: l'ultima volta è stata infatti a Saint Louis 1904. L'assenza dei migliori specialisti mondiali, tutti dei Paesi dell'Est, gioca a favore degli atleti di casa. In più, il primatista mondiale De Oliveira, ha appeso le scarpe al chiodo nel 1981.
La finale è una gara relativamente modesta; il vento, molto variabile, condiziona i risultati. Al Joyner trova una spinta di +2,1 m/s che lo porta a 17,26. Il connazionale Mike Conley (vincitore ai Trials) reagisce con un salto altrettanto buono, ma il vento contrario di -0,4 lo ferma a 17,18.
Il campione europeo Keith Connor non va oltre 16,87, ma gli basta per salire sul podio.

## Risultati

### Turno eliminatorio
Qualificazione16,60 m
Otto atleti ottengono la misura richiesta. Ad essi sono aggiunti i 4 migliori salti, fino a 16,18 m.
Il salto migliore è di Mike Conley (USA) con 17,36.

### Finale
Record mondiale e olimpico
| Record mondiale | 17,89A | João de Oliveira | Brasile          | Città del Messico | 1975 |
| Record olimpico | 17,39A | Viktor Saneev    | Unione Sovietica | Città del Messico | 1968 |

Classifica finale
| Pos     | Paese e Atleta  | 1° salto | 2° salto | 3° salto | 4° salto | 5° salto | 6° salto | Miglior Misura | Note |
| ------- | --------------- | -------- | -------- | -------- | -------- | -------- | -------- | -------------- | ---- |
| Oro     | Al Joyner       | 17,26    | 17,04    | 16,83    | -        | 16,94    | 17,04    | 17,26          |      |
| Argento | Mike Conley     | 16,91    | X        | 17,18    | X        | X        | X        | 17,18          |      |
| Bronzo  | Keith Connor    | 16,72    | 16,87    | X        | 16,63    | 16,67    | 16,81    | 16,87          |      |
| 4       | Zou Zhenxian    | 16,83    | 16,71    | 16,16    | X        | 16,33    | 16,40    | 16,83          |      |
| 5       | Peter Bouschen  | 16,04    | 16,77    | 16,38    | 16,58    | 16,28    | 16,75    | 16,77          |      |
| 6       | Willie Banks    | 16,23    | 16,75    | X        | X        | 16,33    | 16,51    | 16,75          |      |
| 7       | Ajayi Agbebaku  | 14,84    | 16,67    | -        | -        | -        | -        | 16,67          |      |
| 8       | Eric McCalla    | 16,64    | X        | 15,89    | -        | X        | 16,66    | 16,66          |      |
| 9       | Joseph Taiwo    | 16,36    | 16,64    | 16,61    | 16,12    | 16,57    | 16,32    | 16,64          |      |
| 10      | John Herbert    | 16,35    | 16,05    | 16,40    |          |          |          | 16,40          |      |
| 11      | Hassan A. Badra | 15,52    | 15,74    | 16,07    |          |          |          | 16,07          |      |
| 12      | Mamadou Diallo  | 15,99    | 15,69    | -        |          |          |          | 15,99          |      |